# Либ, Эллиот
Э́ллиот Ге́ршель Либ (англ. Elliott Hershel Lieb, род. 31 июля 1932 года) — американский математик и физик, профессор Принстонского университета. Труды преимущественно в области математической физики, статистической механики, теории конденсированного состояния и функционального анализа. В частности, внёс вклад в такие темы, как квантовая механика, классическая проблема многих тел, структура атома, стабильность материи, функциональные неравенства, теория магнетизма, модель Хаббарда. Всего опубликовал более 400 книг и статей.
Эллиот Либ является членом Национальной академии наук США и дважды (1982—1984 и 1997—1999) занимал пост президента Международной ассоциации математической физики. В 2012 году принят в члены Американского математического общества, а в 2013 году стал иностранным членом Лондонского Королевского общества. Почётный член Австрийской, Датской, Чилийской академий наук и Academia Europaea.
Награждён множеством премий и других отличий по математике и физике.

## Биография
Родился в 1932 году в Бостоне, штат Массачусетс. В 1953 году получил степень бакалавра по физике в Массачусетском технологическом институте. В 1956 году получил докторскую степень по математической физике в британском Бирмингемском университете.
После этого, в 1956—1957 годах, Либ был стипендиатом программы Фулбрайта в японском Киотском университете. С 1960 по 1963 год он работал штатным физиком-теоретиком в корпорации IBM. В 1963—1966 годах — адъюнкт-профессор физики в израильском Иешива-университете, затем два года провёл в Северо-восточном университете Иллинойса. С 1968 по 1975 годы был профессором в Массачусетском технологическом институте. С 1975 года — профессор в Принстоне.
Жена — Кристиана Феллбаум, также профессор Принстонского университета..
В течение многих лет Либ отказывался от стандартной практики передачи авторских прав на свои исследовательские статьи академическим издательствам. Вместо этого он ограничивался тем, что давал издателям своё согласие на публикацию.

## Научная деятельность
Эллиот Либ внёс фундаментальный вклад как в теоретическую физику, так и в математику. В данном разделе представлены лишь некоторые из его достижений. Основные исследовательские работы Либа собраны в четырёх томах сборников (Selecta). Более подробную информацию можно также найти в двух книгах, изданных EMS Press в 2022 году по случаю его 90-летия.

### Статистическая механика, разрешимые системы
Либ известен многими новаторскими результатами в статистической механике, касающимися, в частности, разрешимых систем. Его многочисленные работы собраны в сборниках «Статистическая механика» и «Физика конденсированного состояния и точно решаемые модели», а также в книге Дэниела Мэттиса. Они рассматривают (среди прочего) модели типа Изинга, модели ферромагнетизма и сегнетоэлектричества, точное решение 6-вершинных моделей для двумерной "ледяной модели", одномерный дельта-бозе-газ (теперь называемый моделью Либа — Линигера) и модель Хаббарда.
Вместе с Дэниелом Мэттисом и Теодором Шульцем он решил в 1964 году двумерную модель Изинга (с новым выводом точного решения Ларса Онсагера посредством преобразования Джордана — Вигнера передаточных матриц) и в 1961 году модель XY, явно решаемую одномерную модель со спином 1/2. В 1968 году вместе с Фа-Юэ Ву он дал точное решение одномерной модели Хаббарда.
В 1971 году он и Невилл Темперли представили алгебру Темперли-Либа для построения определённых передаточных матриц. Эта алгебра также связана с теорией узлов и группой кос, квантовыми группами и субфакторами алгебр фон Неймана .
Вместе с Дереком В. Робинсоном в 1972 году он вывел ограничения на скорость распространения информации в нерелятивистских спиновых системах с локальными взаимодействиями. Они стали известны как границы Либа-Робинсона и играют важную роль, например, в определении границ ошибок в термодинамическом пределе или в квантовых вычислениях. Их можно использовать для доказательства экспоненциального убывания корреляций в спиновых системах или для утверждений о превышении над основным состоянием в многомерных спиновых системах (обобщённые теоремы Либа-Шульца-Маттиса).
В 1972 году он и Мэри Бет Раскей доказали сильную субаддитивность квантовой энтропии, теорему, которая является фундаментальной для квантовой теории информации. Это тема тесно связана с тем, что известно как неравенство обработки данных в квантовой теории информации. Доказательство сильной субаддитивности Либа—Раскей основано на более ранней статье, в которой Либ доказал несколько важных гипотез об операторных неравенствах, включая гипотезу Вигнера-Янасе-Дайсона.
В 1997—1999 годах Либ вместе с Якобом Ингвасоном представил чрезвычайно оригинальную строгую трактовку увеличения энтропии во втором законе термодинамики и адиабатической доступности.

### Квантовые системы многих тел и стабильность материи
В 1975 году Либ и Вальтер Тирринг нашли доказательство стабильности материи, которое было короче и более концептуально, чем доказательство Фримена Дайсона и Эндрю Ленарда от 1967 года. Их доказательство основан на новом неравенстве в спектральной теории, которое стало известно как неравенство Либа-Тирринга. Последнее стало стандартным инструментом при изучении больших фермионных систем, например, для (псевдо-)релятивистских фермионов во взаимодействии с классическими или квантованными электромагнитными полями. С математической стороны неравенство Либа-Тирринга также вызвало огромный интерес к спектральной теории операторов Шрёдингера. Эта плодотворная исследовательская программа привела ко многим важным результатам, которые можно прочитать в его сборнике «Стабильность материи: от атомов к звездам», а также в его книге «Стабильность материи в квантовой механике» (с Робертом Сейрингером).
Основываясь на оригинальной теореме Дайсона-Ленарда об устойчивости материи, Либ вместе с Джоэлем Лебовицем уже в 1973 году представили первое доказательство существования термодинамических функций для квантовой материи. Вместе с Хайде Нарнхофер он сделал то же самое для электронного газа, что легло в основу большинства функционалов в теории функционала плотности .
В 1970-е годы Либ и Барри Саймон изучили несколько нелинейных приближений уравнения Шрёдингера для многих тел, в частности метод Хартри — Фока и модель атомов Томаса-Ферми. Они представили первое строгое доказательство того, что последняя даёт ведущий порядок энергии для больших нерелятивистских атомов. Вместе с Рафаэлем Бенгурией и Хаимом Брезисом он изучил несколько вариантов модели Томаса-Ферми.
Проблема ионизации в математической физике требует определения строгой верхней границы числа электронов, которые может связать атом с данным ядерным зарядом. Экспериментальные и численные данные, по-видимому, предполагают, что может быть не более одного или, возможно, двух дополнительных электронов. Строгое доказательство этого утверждения — открытая проблема. Аналогичный вопрос можно задать и относительно молекул. Либ доказал известную верхнюю границу числа электронов, которые может связать ядро. Позднее, вместе с Исраэлем Майклом Сигалом, Барри Саймоном и Вальтером Тиррингом, он впервые доказал, что избыточный заряд асимптотически мал по сравнению с ядерным зарядом.
Вместе с Якобом Ингвасоном он дал строгое доказательство формулы для энергии основного состояния разрежённых бозе-газов. Впоследствии вместе с Робертом Зайрингером и Якобом Ингвасоном он изучал уравнение Гросса-Питаевского для энергии основного состояния разрежённых бозонов в ловушке, начиная с квантовой механики многих тел. Работы Либа с Джозефом Конлоном и Хорнг-Цер Яу, а также с Яном Филипом Соловеем над тем, что известно как «закон {\displaystyle N^{7/5}} для бозонов» дают первое строгое обоснование теории спаривания Боголюбова.
В квантовой химии Либ известен тем, что в 1983 году представил первую строгую формулировку теории функционала плотности с использованием средств выпуклого анализа. Универсальный функционал Либа дает наименьшую энергию кулоновской системы с заданным профилем плотности для смешанных состояний. В 1980 году он вместе со Стивеном Оксфордом доказал неравенство Либа — Оксфорда, которое даёт оценку минимально возможной классической кулоновской энергии при фиксированной плотности и позже использовалось для калибровки некоторых функционалов, таких как PBE и SCAN. Позднне, вместе с Матье Левином и Робертом Зайрингером он дал первое строгое обоснование приближения локальной плотности для медленно меняющихся плотностей.

### Математический анализ
В 1970-е годы Либ занялся вариационным исчислением и дифференциальными уравнениями в частных производных, и внёс в эти разделы математики фундаментальный вклад.
Важной темой был поиск лучших приближений для констант в нескольких неравенствах функционального анализа, которые Либ затем использовал для строгого изучения нелинейных квантовых систем. Его результаты в этом направлении собраны в сборнике Неравенства. Среди неравенств, в которых он определил точные параметры, — неравенство Юнга и неравенство Харди — Литтлвуда — Соболева, которые будут обсуждаться ниже. Он также разработал инструменты, которые сейчас считаются стандартными в анализе, такие как перестановочные неравенства или лемма Брезиса — Либа, которая дает недостающий член в лемме Фату для последовательностей функций, сходящихся почти везде.
Вместе с Хермом Браскэмпом и Хоакином Латтингером он доказал в 1974 году обобщение упомянутого выше перестановочного неравенства, установив, что некоторые полилинейные интегралы увеличиваются, когда все функции заменяются их симметричной убывающей перестановкой. Вместе с Фредериком Альмгреном он прояснил свойства непрерывности перестановки. Перестановка часто используется для доказательства существования решений в некоторых нелинейных моделях.
В двух известных работах (одна в 1976 году с Гермом Браскэмпом и еще одна в одиночку в 1990 году) Либ установил справедливость и определил наилучшие константы для целого семейства неравенств, которое обобщает, например, неравенство Гёльдера, неравенство Юнга для свёрток и неравенство Лумиса — Уитни. Оно теперь известно как неравенство Браскампа — Либа. Суть в том, что наилучшая константа определяется случаем, когда все функции являются гауссианами. Неравенство Браскампа — Либа нашло приложения и обобщения, например, в гармоническом анализе.
Используя перестановочные неравенства и методы компактности, Либ доказал в 1983 году существование оптимизаторов для неравенства Харди — Литтлвуда — Соболева и неравенства Соболева. Он также определил наилучшую константу в некоторых случаях, обнаружив и используя конформную инвариантность проблемы и связав её с помощью стереографической проекции с конформно эквивалентной, но более разрешимой проблемой на сфере. Новое доказательство (без перестановок) было предоставлено позже Рупертом Франком, что позволило рассмотреть случай группы Гейзенберга.
В 1977 году Либ доказал единственность (с точностью до симметрии) основного состояния для уравнения Шокара — Пекара, также называемого уравнением Шредингера — Ньютона, которое может описывать самогравитирующий объект или электрон, движущийся в поляризуемая среда (полярон). Вместе с Лоуренсом Томасом он предоставил в 1997 году вариационный вывод уравнения Шокара — Пекара из модели квантовой теории поля (гамильтониан Фрёлиха). Эта проблема была решена ранее Монро Донскер и Шриниваса Варадхан с использованием метода интеграла по  вероятностным путям.
В другой работе с Хермом Браскампом в 1976 году Либ распространил неравенство Прекопа — Лейндлера на другие типы выпуклых комбинаций двух положительных функций. Он усилил это неравенство и неравенство Брунна — Минковского, введя понятие существенного сложения.
Либ также написал вызвавшие общий интерес статьи о гармонических  отображених, в том числе с Фредериком Альмгреном, Хаимом Брезисом и Жаном-Мишелем Короном . В частности, Альгрем и Либ доказали ограничение на число особенностей минимизирующих энергию гармонических отображений.
Наконец, следует упомянуть его учебник «Анализ» с Майклом Лоссом. Он стал стандартом для аспирантов по математическому анализу. Он развивает все традиционные методы анализа в краткой, интуитивно понятной форме с упором на приложения.

## Награды и почести
Эллиот Либ награждён множеством премий по математике и физике. Среди них:
- Премия Дэнни Хайнемана в области математической физики Американского физического общества и Американского института физики (1978)[27].
- Медаль имени Макса Планка Немецкого физического общества (1992)[28].
- Медаль Больцмана Международного союза теоретической и прикладной физики (1998)[29].
- Премия Рольфа Шока (2001)[30].
- Австрийский почётный знак «За науку и искусство» (2002)[31].
- Премия Пуанкаре Международной ассоциации математической физики (2003)[32].
- Медаль Института математики и физики им. Эрвина Шредингера (2021)[33].

В 2022 году Либ получил несколько наград. Первой стала медаль Американского физического общества за выдающиеся достижения в исследованиях за «крупный вклад в теоретическую физику путём получения точных решений важных физических проблем, которые повлияли на физику конденсированного состояния, квантовую информацию, статистическую механику и атомную физику». Второй наградой стала Премия Гаусса на Международном конгрессе математиков «за глубокий математический вклад исключительной широты, который сформировал области квантовой механики, статистической механики, вычислительной химии и квантовой теории информации». Наконец, в 2022 году Либ получил медаль Дирака ICTP, совместно с Джоэлем Лебовицем и Дэвидом Рюэлем.

## Основные труды

### Книги
- Lieb, Elliott H.; Seiringer, Robert. The stability of matter in quantum mechanics. Cambridge University Press, 2010 ISBN 978-0-521-19118-0[20]
- Lieb, Elliott H.; Loss, Michael. Analysis. Graduate Studies in Mathematics, 14. American Mathematical Society, Providence, RI, 1997. xviii+278 pp. ISBN 0-8218-0632-7[26]
- Lieb, Elliott H.; Seiringer, Robert; Solovej, Jan Philip; Yngvason, Jakob. The mathematics of the Bose gas and its condensation. Oberwolfach Seminars, 34. Birkhäuser Verlag, Basel, 2005. viii+203 pp. ISBN 978-3-7643-7336-8; 3-7643-7336-9[21]

### Сборники статей
- Statistical mechanics. Selecta of Elliott H. Lieb. Edited, with a preface and commentaries, by B. Nachtergaele, J. P. Solovej and J. Yngvason. Springer-Verlag, Berlin, 2004. x+505 pp. ISBN 3-540-22297-9[3]
- Condensed matter physics and exactly soluble models. Selecta of Elliott H. Lieb. Edited by B. Nachtergaele, J. P. Solovej and J. Yngvason. Springer-Verlag, Berlin, 2004. x+675 pp. ISBN 3-540-22298-7[4]
- The Stability of Matter: From Atoms to Stars. Selecta of Elliott H. Lieb (4th edition). Edited by W. Thirring, with a preface by F. Dyson. Springer-Verlag, Berlin, 2005. xv+932 pp. ISBN 978-3-540-22212-5[5]
- Inequalities. Selecta of Elliott H. Lieb. Edited, with a preface and commentaries, by M. Loss and M. B. Ruskai. Springer-Verlag, Berlin, 2002. xi+711 pp. ISBN 3-540-43021-0[6]

### Как редактор
- Lieb, Elliott H., Mattis, Daniel C., editors. Mathematical Physics in One Dimension: Exactly Soluble Models of Interacting Particles, Academic Press, New York, 1966. ISBN 978-0-12-448750-5[16].

### Другие труды
- The Physics and Mathematics of Elliott Lieb. Edited by R. L. Frank, A. Laptev, M. Lewin and R. Seiringer. EMS Press, July 2022, 1372 pp. ISBN 978-3-98547-019-8[15]